# Бужаниново (станция)
Бужани́ново — железнодорожная станция Ярославского направления и Большого кольца Московской железной дороги на участке Пост 81 км — Александров. Находится в одноимённом селе Сергиево-Посадского района Московской области. По основному характеру работы является промежуточной, по объёму работы отнесена к 4 классу. Входит в Московско-Курский центр организации работы станций ДЦС-1 Московской дирекции управления движением.
Последняя станция Ярославского направления в Московской области. Следующая станция Арсаки находится во Владимирской области..
Станция названа по селу Бужанинову, в котором расположена.

## Описание
На станции две высокие боковые пассажирские платформы для пригородных электропоездов. Северная платформа № 1 на Москву, Поварово-3, южная № 2 на Александров, Балакирево, у северной находится вокзал.
На станции не менее 7 транзитных путей. Также есть подъездные пути: на восток к АО «ДРС», на запад на Краснозаводск и Пересвет. К югу от станции есть путь к тяговой электрической подстанции «Бужаниново».
Станция находятся на совмещённом участке Ярославского направления и Большого кольца, работают радиальные и кольцевые электропоезда. Станция является транзитной для всех пригородных электропоездов. Движение от станции возможно:
- На запад: на Москву-Ярославскую (по Ярославскому направлению); на Дмитров и Поварово III (по Большому кольцу, ответвление на посту 81 км)
- На восток: на Александров и Балакирево

Работают электропоезда:
- Москва-Пасс.-Ярославская — Александров (туда 22 поезда, обратно 21),
- Москва-Пасс.-Ярославская — Балакирево (туда 1 поезд, обратно 2 поезда; плюс 1 пара по выходным),
- Александров — Поварово III (3 пары),
- Александров — Дмитров (1 пара).

## Транспорт
Около станции Бужаниново останавливаются следующие автобусы
- 50 Гальнево — Сергиев Посад,
- 70 Бужаниново — Сергиев Посад.